# Oleg Bryžak
Oleg Bryžak (rusky Олег Брыжак, 27. října 1960 Žezkazgan (Жезказган), Kazachstán – 24. března 2015 Prads-Haute-Bléone, Alpes-de-Haute-Provence, Francie) byl německý operní zpěvák-basista ukrajinského původu.

## Život
Olegův otec byl ve věku 15 let během druhé světové války deportován z rodné Ukrajiny do Německa na nucené práce. Po návratu do Sovětského svazu byl zatčen a poslán do tábora nucených prací v Kazachstánu. V Kazachstánu zůstal i po propuštění z tábora, oženil se a narodil se mu syn Oleg.
Oleg absolvoval středoškolské vzdělání v Karagandě. Během studia zpíval ve studentském sboru, kde si povšimli jeho pěveckého talentu. Absolvoval konzervatoř v Alma-Atě a stal se učitelem na hudební škole ve svém rodném městě a v Temirtau. V roce 1980, byl vysvěcen na jáhna ruské pravoslavné církve.
V roce 1986–1989 byl sólistou v operních divadlech v Čeljabinsku a ve Lvově. V letech 1989–1991 působil jako sólista Městského akademického orchestru v Petrohradě. V roce 1990 získal druhou cenu v mezinárodní soutěži koloraturních zpěváků (Internationalen Koloratur-Gesangswettbewerbs-Sylvia Geszty) ve Stuttgartu.
V roce 1991 odešel z Ruska a stal se sólistou Bádenského státního divadla v Karlsruhe (Badisches Staatstheater Karlsruhe). Od roku 1996 pak byl sólistou Deutsche Oper am Rhein v Düsseldorfu. Několikrát se zúčastnil každoročních Hudebních slavností v Bayreuthu.
Nastudoval více než 30 rolí světového operního repertoáru a zpíval na předních operních scénách celého světa, mimo jiné i v Národním divadle v Praze, kde vystoupil v operách Richarda Wagnera Zlato Rýna, Siegfried a Soumrak Bohů. V jeho repertoáru byly i role v operách českých skladatelů (např. Kecal v Prodané nevěstě, Dr. Kolenatý v Janáčkově Věci Makropulos či Dikoj v Kátě Kabanové).
Zemřel se svou kolegyní Marií Radnerovou 24. března 2015 při havárii letadla Airbus A320-211, když se vraceli z Barcelony z představení opery Richarda Wagnera Siegfried v divadle Gran Teatre del Liceu.